# Bruno Sorić
Bruno Sorić   (Zadar, 16 de maig de 1904 - Dalmàcia, 13 de juny de 1942), italianitzat Bruno Sorich, fou un remer italià que va competir durant la dècada de 1920. Era nascut a Zara, província del Regne d'Itàlia en el període d'entreguerres.
El 1924 va prendre part en els Jocs Olímpics de París, on disputà la prova del vuit amb timoner del programa de rem, en què guanyà la medalla de bronze.